# 酪酸菌
酪酸菌（らくさんきん、英: butyrate-producing bacteria）は大腸内に存在し、酪酸を産生する細菌の総称である。長寿や免疫との関連が示唆されており、プロバイオティクスやプレバイオティクスの対象としても注目されている。これらの細菌は動物の腸内にもともと存在している。代表的な酪酸菌としては、クロストリジウム・ブチリカムが挙げられる。

## 概要
酪酸を生成するクロストリジウム・ブチリカムは、偏性嫌気性芽胞形成グラム陽性桿菌である。クロストリジウム・ブチリカムはクロストリジウム属のタイプ種でもある。芽胞の形で環境中に広く存在しているが、特に動物の消化管内常在菌として知られている。日本では宮入菌と呼ばれる株が有用菌株として著名であり、芽胞を製剤化して整腸剤として用いられている。その一方で醸造食品の劣化の原因になり、また天然にはE型ボツリヌス毒素を産生する株があり、稀ではあるが食中毒の原因ともなる。なおクロストリジウム属および近縁の細菌には酪酸を生成するものが数多く知られている。
クロストリジウム属以外の酪酸を産生する細菌は、ユーバクテリウム、Butyrivibrio属、フソバクテリウムなどがある。フィーカリバクテリウム属、アナエロスティペス属（en:Anaerostipes） 、ロゼブリア属（en:Roseburia）も酪酸を産生する。

## 関連性

### 大腸がん予防
腸内細菌が産生した酪酸が、ヒストンのアセチル化を促進し、p21遺伝子を刺激し、細胞サイクルをG1期で留めるタンパク質であるp21が大腸がんをG1期に留め置き大腸がんを抑制することが指摘されている。酪酸生成能が高いButyrivibrio fibrisolvensをマウスに投与したところ、酪酸生成量が増加し、発癌物質で誘発した大腸前癌病変の形成が抑制され、大腸がんを予防、抑制する可能性が指摘されている。

### 免疫系
酪酸菌は酪酸を大腸管腔に放出するが、一部はパイエル板においてマクロファージを活性化する。このマクロファージは未分化のT細胞を調節性T細胞への分化を誘導し、全身の免疫の過剰を抑制する。従って酪酸菌優位な腸内フローラは全身の免疫系を調節する能力があると考えられている。この作用により、I型アレルギーやリウマチや骨粗鬆症などに対して予防または治療効果があると期待されている。

### 新型コロナ
酪酸菌と新型コロナウイルスとの関連も研究されている。新型コロナウイルス感染症予防とその症例の重篤化リスク軽減において、因果関係も報告されており、腸内で酪酸菌優位な人は新型コロナウイルスの重症化リスクが低いという報告も挙げられているほか、腸内細菌叢の崩壊が重症化へのリスクを増加させることが指摘されている。特に酪酸菌の消失が大きなカギであることが明らかになっている。従って酪酸菌を増やす食材を積極的に摂取し、腸内フローラにおける酪酸菌優位性を維持することによって新型コロナウイルスに感染しにくいか、感染しても重症化しにくいと考えられる。

### 長寿
健康で長寿な高齢者の腸内には酪酸菌が優位に存在する報告もあり、腸内細菌の中で酪酸菌は乳酸菌とともに長寿との相関関係にあると考えられている。長寿者の多い京丹後市に住む高齢者の腸内細菌を解析したところ、酪酸菌が多く検出されることがわかった。理化学研究所と京都府立医科大学が共同で行った「京丹後長寿コホート研究」によると、京丹後市と京都市に住む65歳以上の両市民を対象に健診を行なった結果、京丹後市では腸内細菌叢において酪酸菌が上位4種を占めた。

### 潰瘍性大腸炎及びクローン病
大腸の難病の一つである潰瘍性大腸炎やクローン病との関連が指摘されている。潰瘍性大腸炎の患者では酪酸菌の一群が特に激減していることを発見した。さらにフランスのフィリップ・ラングレらのグループはフィーカリバクテリウム プラウスニッツィ（Faecalibacterium prausnitzii）は殆ど消失していることを発見した。さらにこれを潰瘍性大腸炎モデルのマウスに摂取すると潰瘍性大腸炎に対して有意に耐性を獲得することをみいだした。最近ではフィーカリバクテリウム プラウスニッツィは次世代のプロバイオテイクスと期待されている．

### 生理的ケトーシス
ケトン食によってケトン体濃度を持続的に増加させると（生理的ケトーシス）、腸内細菌叢が酪酸菌優位になる。これにより調節性T細胞（Treg）が活性化し、アルツハイマー病などの生活習慣病を抑制する。またポリヒドロキシ酪酸などのケトン供与体によって酪酸菌を増加させることが可能である。

## 食品・製剤

### 酪酸菌を含む医薬品
- ビオスカイ錠（全薬工業）- 酪酸菌、乳酸菌、糖化菌を配合
- ビオスリー散・錠（武田コンシューマーヘルスケア）- 酪酸菌、乳酸菌、糖化菌を配合
- ミヤBM細粒・錠、強ミヤリサン錠、新ミヤリサンアイジ整腸薬（ミヤリサン製薬） - 強固な芽胞に包まれ抗生物質に対して耐性を持ち、他の整腸剤に比較し胃酸で殺菌されにくいため、腸まで届きやすい[3]。
- 太田胃散整腸薬（太田胃散）- 酪酸菌、乳酸菌、ビフィズス菌などを配合

### 酪酸菌優位な腸内環境を誘導する食材
- 食物繊維[30][31]
- オリゴ糖[32][33]
- ポリヒドロキシ酪酸[34][35]（ヒトでは未承認）
- ポリフェノール[36][37]